# 1462-es busz
Az 1462-es jelzésű autóbusz egy országos autóbuszjárat volt, amely Szolnokot kötötte össze Veszprémmel. 
Útvonalhossza 239,6 km, menetideje 4 óra 40 perc (280 perc) volt. Naponta egy járatpár szállította az utasokat.
A 2020. május 16-ai menetrend módosításokkal a Volánbusz megszüntette az autóbuszvonalat.

## Megállóhelyei
| 0  | Szolnok, autóbusz-állomás végállomás     | 17 | 3, 4A, 10, 12, 15, 22, 23, 24, 24A, 33 532, 533, 534, 537, 538, 553 1077, 1377, 1464, 1466, 1467, 1468, 1469, 1514, 1515, 1517, 1518, 1532, 1535 4600, 4601, 4602, 4603, 4605, 4606, 4607, 4608, 4609, 4610, 4611, 4612, 4613, 4614, 4616, 4617, 4618, 4619, 4620, 4621, 4622, 4623, 4630, 4632, 4638, 5206 |
| 1  | Szolnok, Jubileum tér                    | 16 | 2Y, 3, 10, 11, 12, 13, 13Y, 14, 16, 21, 32, 33, 34, 34A, 34E, 34Y, 38, 42 532, 534, 538, 553 1464, 1532 4600, 4601, 4603, 4630, 4632, 5206 |
| 2  | Újbög, iskola                            | 15 | 1532 5206, 5247, 5249 |
| 3  | Kecskemét, autóbusz-állomás              | 14 | 1, 2D, 7, 15, 32, 111, 215, 254 550, 551, 553, 555 1080, 1081, 1085, 1087, 1090, 1092, 1348, 1362, 1376, 1499, 1519, 1524, 1528, 1529, 1532, 1535, 1547, 1566, 1703 4777, 5075, 5076, 5202, 5203, 5205, 5206, 5207, 5208, 5209, 5210, 5211, 5212, 5214, 5215, 5216, 5217, 5218, 5219, 5220, 5221, 5222, 5223, 5224, 5225, 5226, 5227, 5228, 5229, 5230, 5231, 5232, 5233, 5234, 5235, 5237, 5238, 5239, 5240, 5241, 5242, 5243, 5244, 5245, 5250, 5255, 5258, 5279, 5359, 5387, 5502 |
| 4  | Kecskemét, Katona József Gimnázium       | 13 | 1, 15, 111 555 1499, 1528, 1547, 1703 5207, 5223, 5224, 5225, 5226, 5227, 5229, 5230, 5231, 5232, 5233, 5234, 5235, 5237, 5238, 5239, 5243, 5244, 5354, 5359, 5502 |
| 5  | Hármas útelágazás                        | ∫  | 1529, 1703 5227, 5229, 5234, 5239, 5243, 5271, 5342, 5359, 5502 |
| 6  | Solt, Aranykulcs tér                     | 12 | 1110, 1113, 1499, 1507, 1510, 1513, 1528, 1529, 1547, 1568, 1703, 1803 5058, 5227, 5234, 5311, 5350, 5359, 5362, 5364, 5365, 5381, 5382, 5502, 8202, 8203, 8205, 8206, 8207 |
| 7  | Dunaföldvár, autóbusz-állomás            | 11 | 1121, 1125, 1131, 1134, 1507, 1510, 1513, 1528, 1529, 1547, 1568, 1803 5227, 5231, 5412, 5450, 5502, 8200, 8202, 8203, 8205, 8206, 8207, 8211, 8216 |
| 8  | Előszállás, vasútállomás                 | 10 | 1510, 1528 5502, 8046, 8216, 8217, 8221 |
| 9  | Cece, Hősi emlékmű                       | 9  | 1510, 1513, 1528, 1707, 1843 5449, 5502, 5552, 8047, 8048, 8049, 8264 |
| 10 | Simontornya, Zrínyi utca                 | 8  | 1510 8066, 8271, 8310, 8333 |
| 11 | Mezőszilas, Mártírok útja                | 7  | 1510, 1528, 1731 5449, 8066, 8226, 8271, 8272, 8274, 8310 |
| 12 | Dég, bejárati út                         | 6  | 1510, 1731 5449, 8228 |
| 13 | Enying, Kossuth Lajos utca 6.            | 5  | 1173, 1510, 1513, 1528, 1731 5449, 7321, 8065, 8066, 8067, 8228, 8310, 8320, 8321, 8325 |
| 14 | Balatonakarattya, vasútállomás lejáró út | 4  | 1190, 1201, 1230, 1510, 1513, 1564, 1593, 1628, 1731, 1740, 1742, 1844 5449, 7321, 7322, 7323, 7324, 7325, 7602 személyvonat, Katica sebesvonat, gyorsvonat, Tekergő gyorsvonat |
| 15 | Balatonkenese, vasútállomás              | 3  | 1190, 1201, 1230, 1510, 1513, 1564, 1592, 1593, 1628, 1731, 1740, 1742, 1844 5449, 7321, 7322, 7323, 7324, 7325, 7602 személyvonat, Katica sebesvonat, gyorsvonat, Tekergő gyorsvonat |
| 16 | Balatonfűzfő, vasútállomás               | 2  | 1, 2, 5, 6 1190, 1201, 1230, 1510, 1513, 1564, 1592, 1593, 1628, 1731, 1844 5449, 7320, 7321, 7322, 7323, 7324, 7325, 7534, 7602 személyvonat, Katica sebesvonat, gyorsvonat, Tekergő gyorsvonat |
| 17 | Balatonalmádi, autóbusz-állomás          | 1  | 1190, 1201, 1202, 1510, 1513, 1529, 1626, 1628, 1728, 1731, 1844 7325, 7326, 7328, 7333, 7335, 7341, 7600, 7602, 7653, 7654 |
| 18 | Veszprém, autóbusz-állomás végállomás    | 0  | 1, 2, 3, 4, 4A, 7, 7A, 10, 12, 12A, 13, 22, 23, 24E, 47, 47A 1202, 1205, 1206, 1212, 1216, 1229, 1230, 1240, 1243, 1244, 1510, 1511, 1529, 1564, 1592, 1593, 1625, 1628, 1629, 1708, 1720, 1722, 1723, 1728, 1731, 1732, 1733, 1735, 1736, 1737, 1738, 1739, 1740, 1742, 1784, 1808, 1823, 1846, 1853 5449, 7300, 7301, 7302, 7303, 7304, 7305, 7306, 7307, 7309, 7311, 7312, 7313, 7314, 7315, 7316, 7317, 7318, 7319, 7320, 7321, 7322, 7323, 7324, 7325, 7326, 7332, 7333, 7335, 7341, 7342, 7345, 7348, 7350, 7352, 7353, 7355, 7356, 7357, 7358, 7360, 7361, 7363, 7364, 7366, 7367, 7369, 7370, 7376, 7380, 7381, 7386, 7387, 7389, 7391, 7396, 7397, 7804, 7941, 7943 |